# Gerard Dirk Swanenburg de Veye

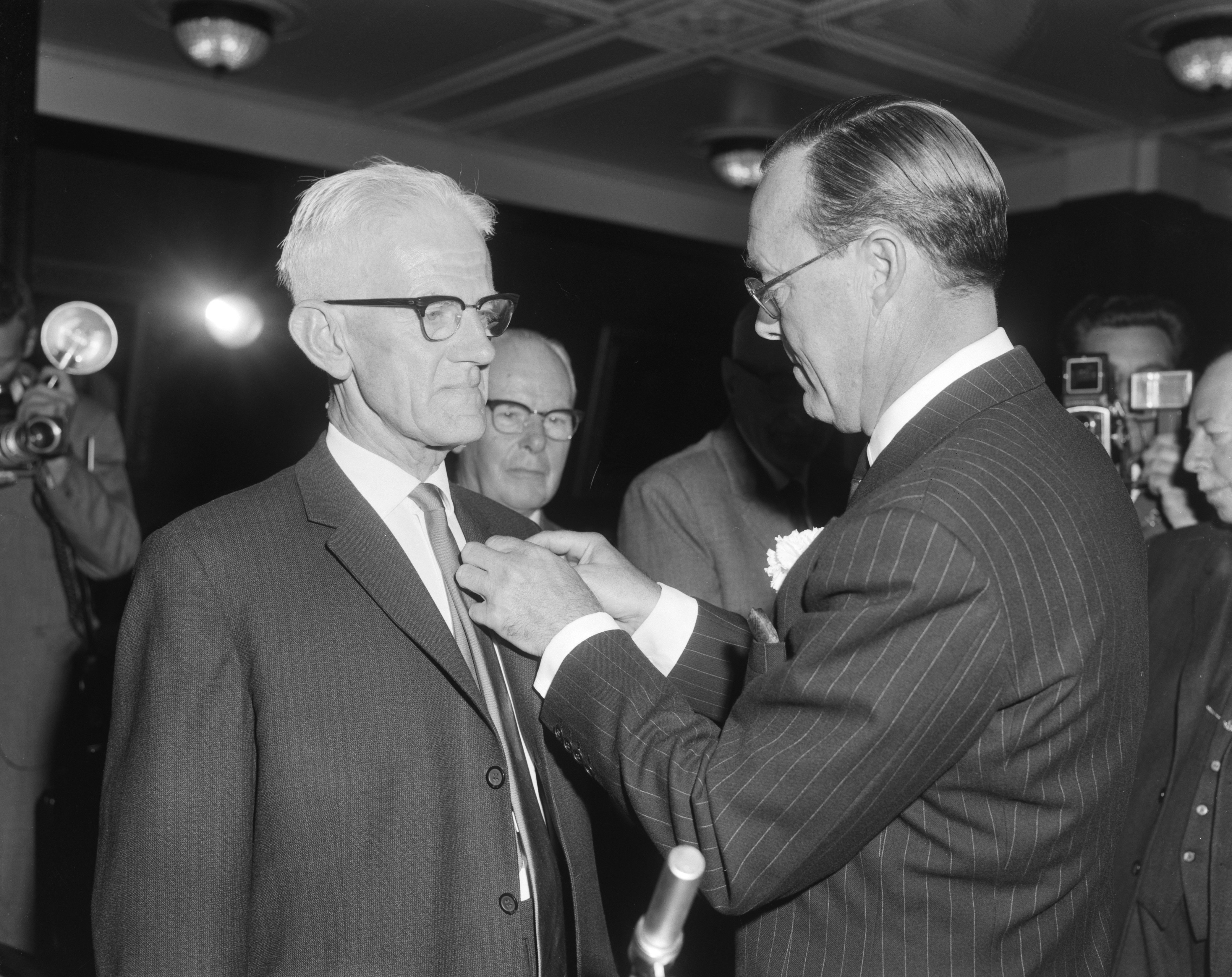
G.D. Swanenburg de Veye krijgt Zilveren Anjer opgespeld (juli 1963)

Gerard Dirk Swanenburg de Veye (Batavia (Nederlands-Indië), 26 november 1897 – Alkmaar, 19 februari 1981) was een Nederlands arts.
Hij was zoon van Maria Henriette Engeline de Vries en procuratiehouder Carel Gerard (Swanenburg) de Veye. Hijzelf trouwde in 1926 met de Nijmeegse Wibelina Catharina (Lien) Mulder (1900-1995); zij was enige jaren voorzitter van de.Nederlandse Vereniging van Huisvrouwen afdeling Alkmaar en Noord-Holland.
Hij groeide deels op in Haarlem. Na de middelbare school (Hogereburgerschool aldaar en een studie medicijnen aan de Universiteit van Amsterdam (artsexamen 1925) werd hij (school)arts in Ter Apel, Veendam (vanaf 1930) en Alkmaar, Heiloo en Limmen. 
In zijn schooltijd vatte hij belangstelling op voor de natuur, het waren de tijden van Catharina Cool, Cees Sipkes, Wicher Gosen Nicolaas van der Sleen en Jac. P. Thijsse. Dit groeide uit tot een bovengemiddelde belangstelling voor het leven. Hij werd lid van de Nederlandse Natuurhistorische Vereniging (later erelid) en leidde de plaatselijke afdeling in Veendam en Alkmaar. Hij gaf lezingen en rondleidingen op het gebied van paddenstoelen. In 1934 resulteerde dat in het rijk geïllustreerde Paddenstoelen in woord en beeld. Andere activiteiten op het gebied van de mycologie waren zijn jarenlange lidmaatschap van de Nederlandse Mycologische Vereniging (hij werd er erelid) met daarbij het redacteurschap van het blad Fungus.
In 1963 kreeg hij de Zilveren Anjer opgespeld omdat hij (fotografie) samen met Hendrik Gerardus Petrus Kleijn (tekst) in zijn vrije tijd zijn belangstelling voor de levende natuur had omgezet in een uitgebreide kennis op het gebied van paddenstoelen. Ook gaven zij het boekwerk Paddestoel, hun vorm en kleur uit (1961, H.J. Becht), dat in meerdere talen werd uitgegeven.
Swanenburg de Veye en Mulder werden beiden begraven op de Algemene Begraafplaats aan de Kerkedijk in Bergen (plaats in Noord-Holland).
- Gemeinsame Normdatei: 1206122188
- International Standard Name Identifier: 0000 0003 9863 5161
- Library of Congress Control Number: no2003063272
- Nederlandse Thesaurus van Auteursnamen: 068891164
- Système universitaire de documentation: 087647788
- Virtual International Authority File: 262739320